# Palluaud
Ne doit pas être confondu avec Palluau ou Palluau-sur-Indre.
Palluaud est une commune du Sud-Ouest de la France, située dans le département de la Charente (région Nouvelle-Aquitaine).

## Géographie

### Localisation et accès
Palluaud est une commune du Sud Charente, limitrophe du département de la Dordogne, située à 11 km au sud-est de Montmoreau et 34 km au sud d'Angoulême.
Elle est aussi à 9 km à l'ouest de Verteillac, 11 km au nord-est d'Aubeterre, 13 km au nord-ouest de Ribérac, 15 km au sud de Villebois-Lavalette, 18 km au nord-est de Chalais et 42 km de Périgueux.
Le bourg est traversé par les routes départementales 17 (Villebois - Aubeterre) qui longe la rive gauche de la Lizonne, limite départementale, et la D 78, perpendiculaire, qui va à Montignac-le-Coq. La D 19 qui va en direction d'Angoulême au nord et Saint-Séverin et Aubeterre au sud, passe en limite de commune et longe la crête à l'ouest.
La gare la plus proche est celle de Montmoreau, desservie par des TER à destination d'Angoulême et de Bordeaux.

### Hameaux et lieux-dits
La commune compte un petit hameau, la Fresse ; au nord-ouest du bourg, et de nombreuses fermes.

### Communes limitrophes

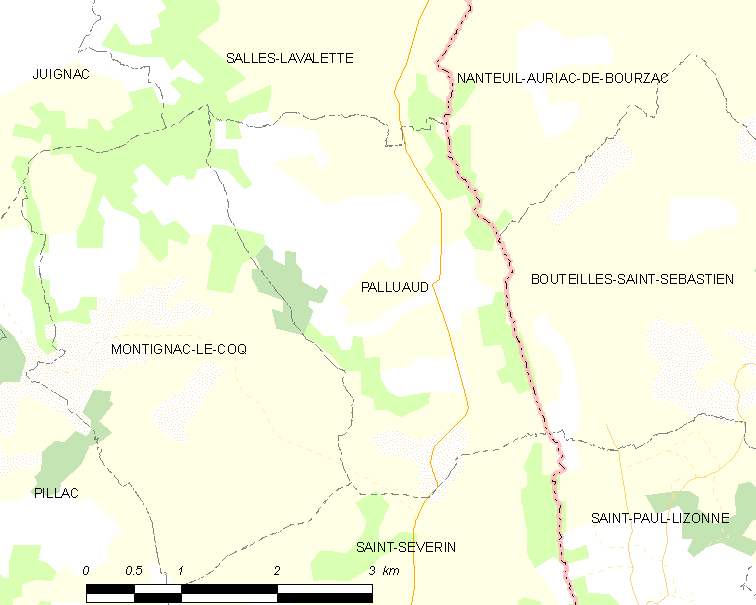
Carte de Palluaud et des communes avoisinantes.

Palluaud est limitrophe de cinq autres communes dont deux dans le département de la Dordogne. Au sud-est, son territoire communal n'est distant que de 25 mètres de celui de Saint-Paul-Lizonne, également en Dordogne.
|                  | Salles-Lavalette | Nanteuil-Auriac-de-Bourzac (Dordogne) |
| Montignac-le-Coq | Palluaud         | Bouteilles-Saint-Sébastien (Dordogne) |
|                  | Saint-Séverin    |                                       |

### Géologie et relief
Le sol est en grande partie constitué d'un calcaire crayeux du Campanien commun à tout le Sud Charente (Crétacé supérieur).
La vallée  de la Lizonne à l'Est est occupée par des alluvions récentes du Quaternaire, limon mais aussi tourbe. Ce sont d'anciens marécages assainis par des peupleraies et canaux, et dont la terre est noire,,.
Le bourg est situé à 77 m d'altitude, peu au-dessus de la Lizonne qui est à 62 m d'altitude. Le point culminant de la commune, 191 m, est à l'ouest, au château d'eau de Bel-Air, sur la crête élevée qui sépare la vallée de celle de la Tude. La commune est peu boisée, sauf sur la crête à l'ouest (bois de chênes et châtaigniers) et la vallée de la Lizonne (peupliers).

### Hydrographie

#### Réseau hydrographique
La commune est située dans le bassin de la Dordogne, au sein du Bassin Adour-Garonne. Elle est drainée par la Lizonne, un bras de la Lizonne, la Pude, et par divers petits cours d'eau, qui constituent un réseau hydrographique de 14 km de longueur totale,.
La commune est située dans la vallée de la Lizonne, affluent de la Dronne, et fait face au confluent de la Pude avec la Lizonne.

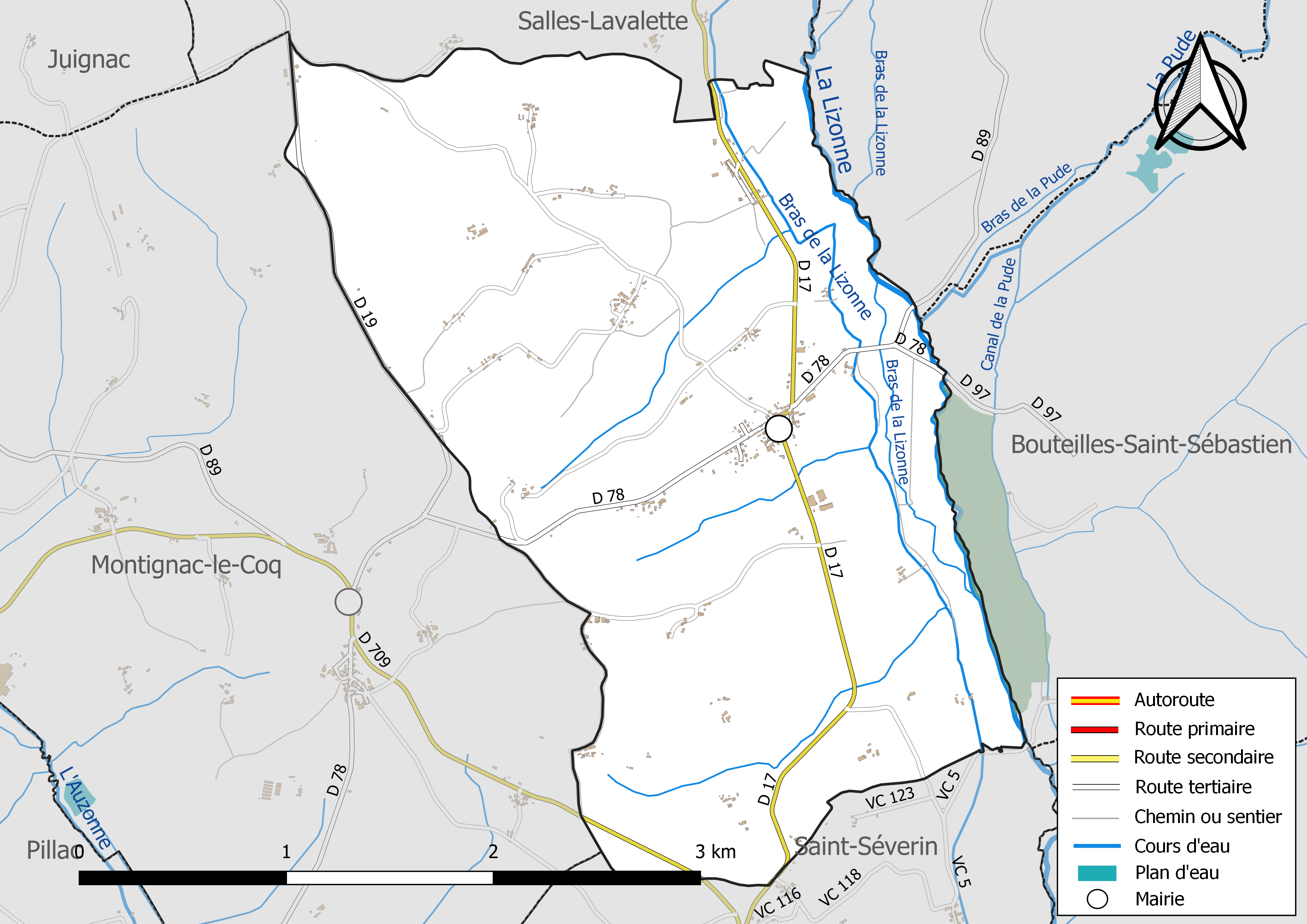
Réseaux hydrographique et routier de Palluaud.
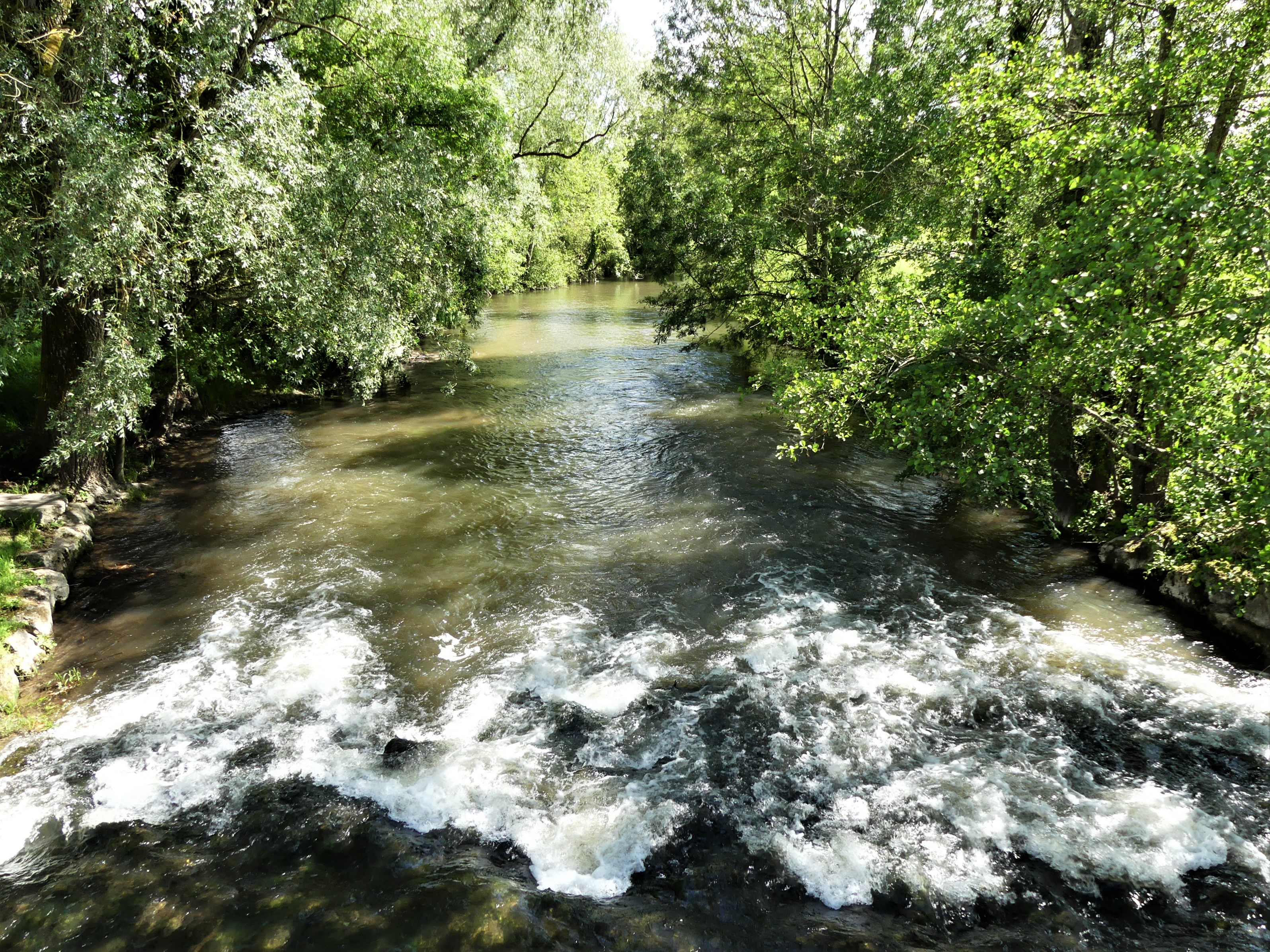
La Lizonne au pont de la RD 78.

#### Gestion des eaux
Le territoire communal est couvert par le schéma d'aménagement et de gestion des eaux (SAGE) « Isle - Dronne ». Ce document de planification, dont le territoire regroupe les bassins versants de l'Isle et de la Dronne, d'une superficie de 7 500 km2, a été approuvé le 2 août 2021. La structure porteuse de l'élaboration et de la mise en œuvre est l'établissement public territorial de bassin de la Dordogne (EPIDOR). Il définit sur son territoire les objectifs généraux d’utilisation, de mise en valeur et de protection quantitative et qualitative des ressources en eau superficielle et souterraine, en respect des objectifs de qualité définis dans le troisième SDAGE  du Bassin Adour-Garonne qui couvre la période 2022-2027, approuvé le 10 mars 2022.

### Climat
Comme dans les trois quarts sud et ouest du département, le climat est océanique aquitain.

### Milieux naturels et biodiversité

#### ZNIEFF

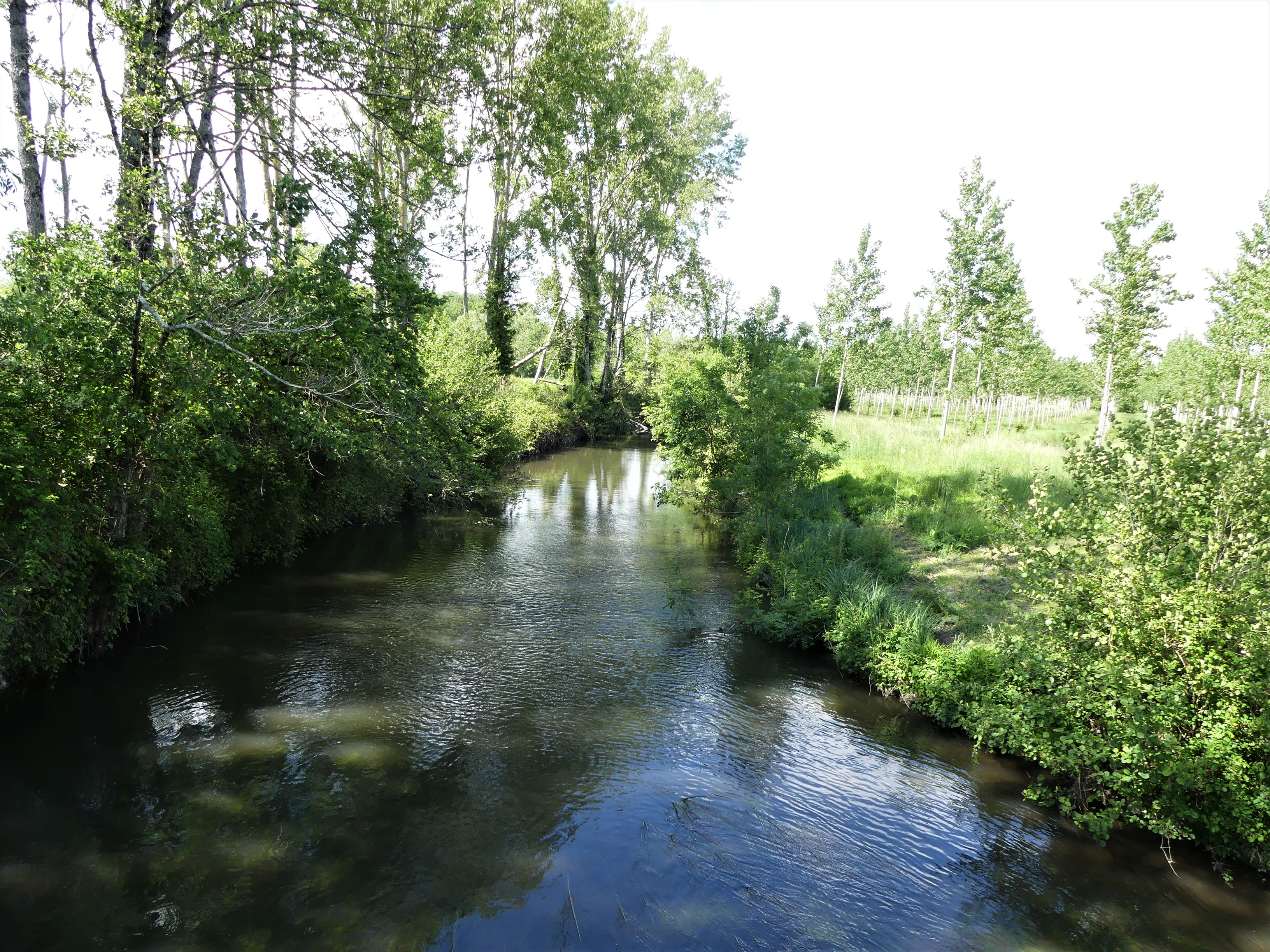
La Lizonne en amont du pont de la RD 78 à Palluaud.

À Palluaud, la vallée de la Lizonne fait partie de la ZNIEFF de type II nommée « Vallées de la Nizonne, de la Tude et de la Dronne en Poitou-Charentes »,.
Vingt-deux espèces déterminantes d'animaux y ont été répertoriées :
- un amphibien : la Rainette verte (Hyla arborea) ;
- un crustacé, l'Écrevisse à pattes blanches (Austropotamobius pallipes) ;
- cinq insectes dont trois lépidoptères : l'Azuré de la sanguisorbe (Phengaris teleius), le Cuivré des marais (Lycaena dispar) et le Fadet des laîches (Coenonympha oedippus) et deux odonates : l'Agrion de Mercure (Coenagrion mercuriale) et la Cordulie à corps fin (Oxygastra curtisii) ;
- sept mammifères : la Loutre d'Europe (Lutra lutra) et le Vison d'Europe (Mustela lutreola), ainsi que cinq chauves-souris : le Murin à moustaches (Myotis mystacinus), l'Oreillard roux (Plecotus auritus), la Pipistrelle de Kuhl (Pipistrellus kuhlii), le Petit rhinolophe (Rhinolophus hipposideros) et la Sérotine commune (Eptesicus serotinus) ;
- quatre oiseaux : l'Alouette lulu (Lullula arborea), le Martin-pêcheur d'Europe (Alcedo atthis), le Milan noir (Milvus migrans) et le Tarier des prés (Saxicola rubetra) ;
- trois poissons : le Chabot commun (Cottus gobio), la Lamproie de Planer (Lampetra  planeri) et le Toxostome (Parachondrostoma toxostoma) ;
- un reptile : la Cistude (Emys orbicularis).

Vingt-neuf autres espèces animales (quatre mammifères et vingt-cinq oiseaux) y ont été recensées.

#### Natura 2000
Dans leur traversée de la commune, la Lizonne et sa vallée font partie d'une zone du réseau Natura 2000 « Vallée de la Nizonne » avec vingt espèces animales inscrites à l'annexe II de la directive 92/43/CEE de l'Union européenne :
- sept insectes : l'Agrion de Mercure (Coenagrion mercuriale), l'Azuré de la sanguisorbe (Phengaris teleius), la Cordulie à corps fin (Oxygastra curtisii), le Cuivré des marais (Lycaena dispar), le Damier de la succise (Euphydryas aurinia), le Fadet des laîches (Coenonympha oedippus) et le Gomphe de Graslin (Gomphus graslinii) ;
- dix mammifères : la Loutre d'Europe (Lutra lutra), le Vison d'Europe (Mustela lutreola), et huit chauves-souris : la Barbastelle d'Europe (Barbastella barbastellus), le Grand murin (Myotis myotis), le Grand rhinolophe (Rhinolophus ferrumequinum), le Minioptère de Schreibers (Miniopterus schreibersii), le Murin à oreilles échancrées (Myotis emarginatus), le Murin de Bechstein (Myotis bechsteinii), le Petit murin (Myotis blythii) et le Petit rhinolophe (Rhinolophus hipposideros) ;
- deux poissons : le Chabot fluviatile (Cottus perifretum) et la Lamproie de Planer (Lampetra  planeri) ;
- un reptile : la Cistude (Emys orbicularis).

## Urbanisme

### Typologie
Au 1er janvier 2024, Palluaud est catégorisée commune rurale à habitat très dispersé, selon la nouvelle grille communale de densité à 7 niveaux définie par l'Insee en 2022.
Elle est située hors unité urbaine et hors attraction des villes,.

### Occupation des sols
L'occupation des sols de la commune, telle qu'elle ressort de la base de données européenne d’occupation biophysique des sols Corine Land Cover (CLC), est marquée par l'importance des territoires agricoles (83,7 % en 2018), une proportion sensiblement équivalente à celle de 1990 (84,2 %). La répartition détaillée en 2018 est la suivante : 
terres arables (51,6 %), zones agricoles hétérogènes (32,1 %), forêts (16,3 %). L'évolution de l’occupation des sols de la commune et de ses infrastructures peut être observée sur les différentes représentations cartographiques du territoire : la carte de Cassini (XVIIIe siècle), la carte d'état-major (1820-1866) et les cartes ou photos aériennes de l'IGN pour la période actuelle (1950 à aujourd'hui).

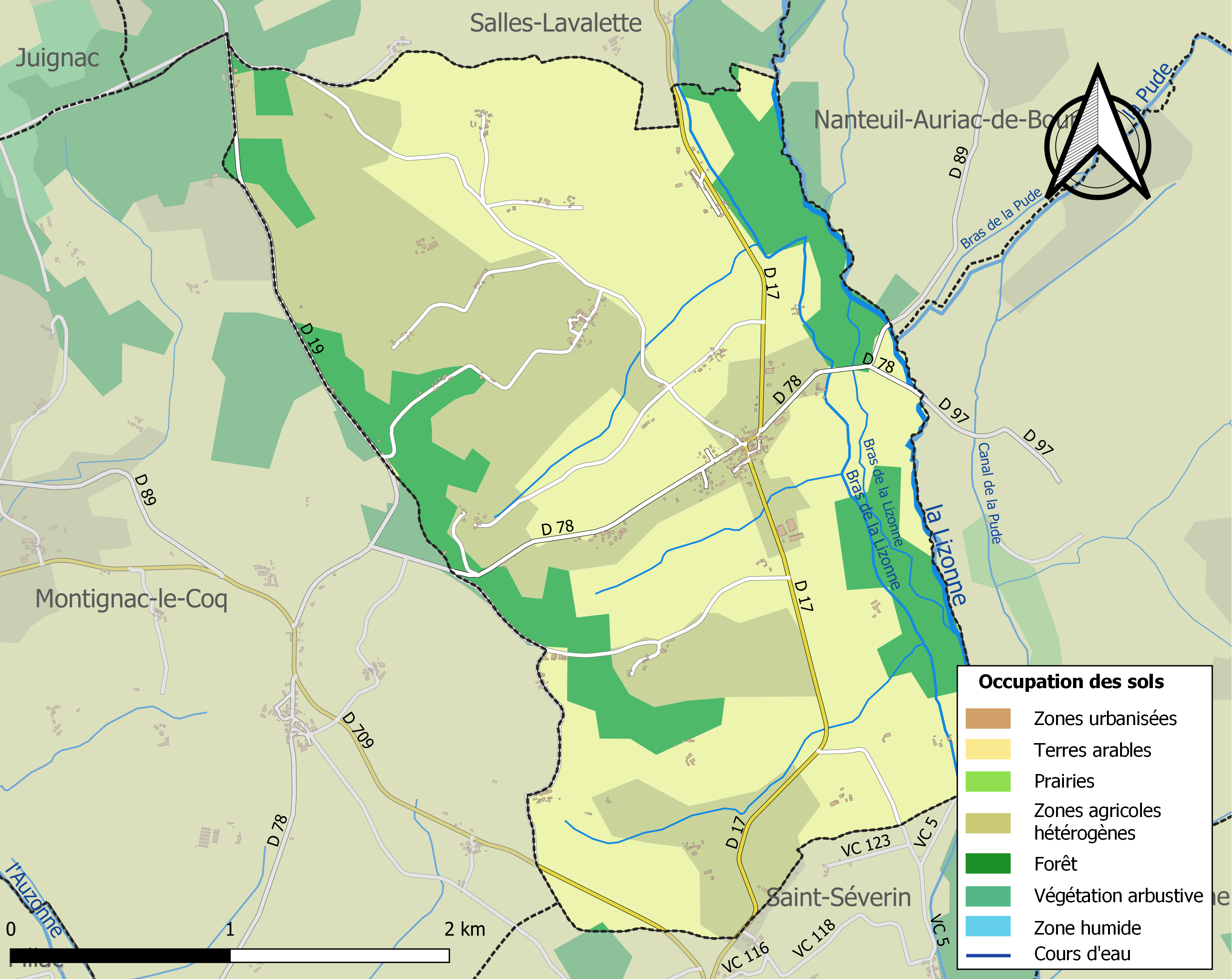
Carte des infrastructures et de l'occupation des sols de la commune en 2018 (CLC).

### Risques majeurs
Le territoire de la commune de Palluaud est vulnérable à différents aléas naturels : météorologiques (tempête, orage, neige, grand froid, canicule ou sécheresse) et séisme (sismicité faible). Il est également exposé à un risque technologique, le transport de matières dangereuses. Un site publié par le BRGM permet d'évaluer simplement et rapidement les risques d'un bien localisé soit par son adresse soit par le numéro de sa parcelle.

#### Risques naturels

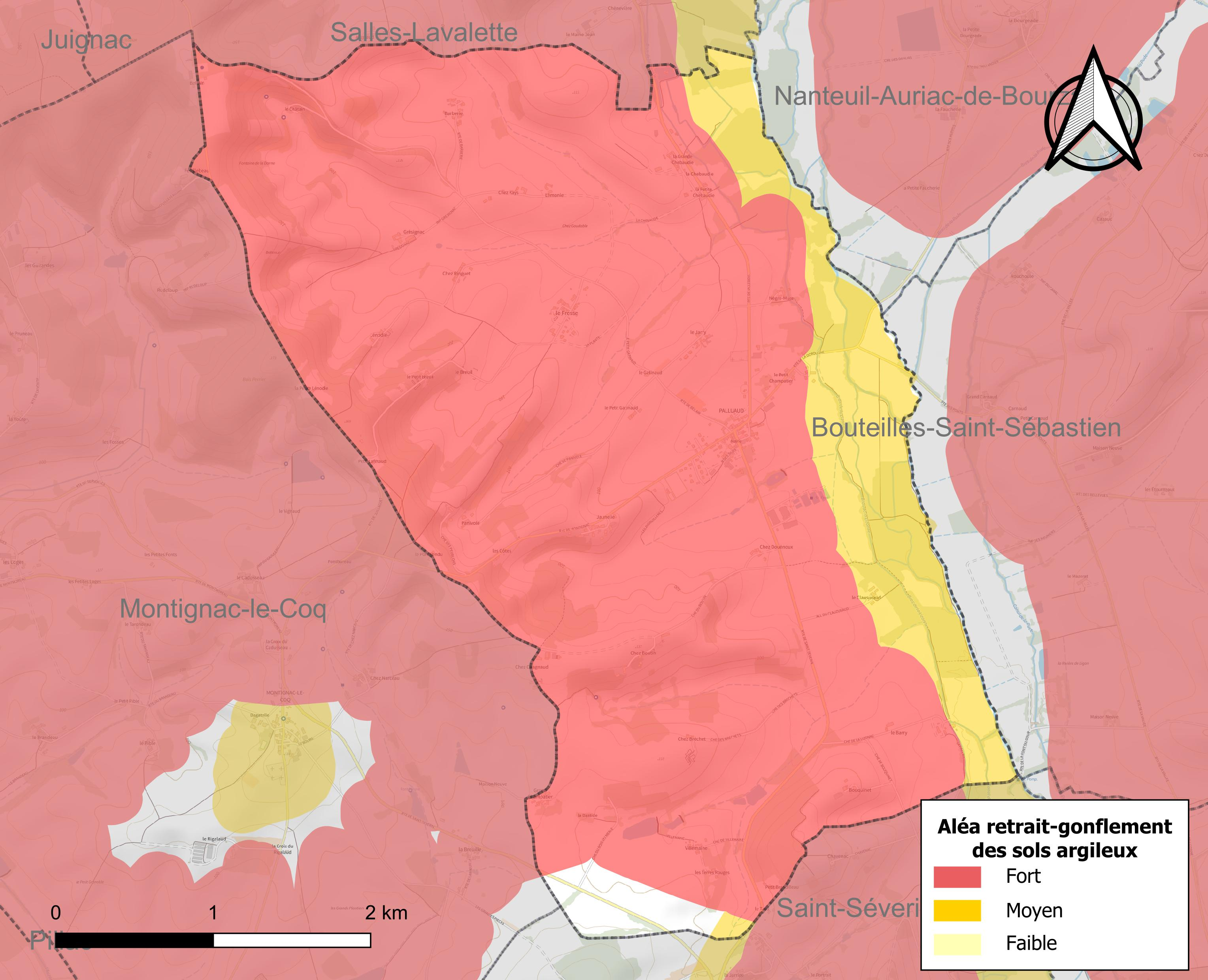
Carte des zones d'aléa retrait-gonflement des sols argileux de Palluaud.

Le retrait-gonflement des sols argileux est susceptible d'engendrer des dommages importants aux bâtiments en cas d’alternance de périodes de sécheresse et de pluie. 97,7 % de la superficie communale est en aléa moyen ou fort (67,4 % au niveau départemental et 48,5 % au niveau national). Sur les 184 bâtiments dénombrés sur la commune en 2019, 184 sont en aléa moyen ou fort, soit 100 %, à comparer aux 81 % au niveau départemental et 54 % au niveau national. Une cartographie de l'exposition du territoire national au retrait gonflement des sols argileux est disponible sur le site du BRGM,.
Par ailleurs, afin de mieux appréhender le risque d’affaissement de terrain, l'inventaire national des cavités souterraines permet de localiser celles situées sur la commune.
La commune a été reconnue en état de catastrophe naturelle au titre des dommages causés par les inondations et coulées de boue survenues en 1982, 1983 et 1999. Concernant les mouvements de terrains, la commune a été reconnue en état de catastrophe naturelle au titre des dommages causés par la sécheresse en 2003 et par des mouvements de terrain en 1999.

#### Risques technologiques
Le risque de transport de matières dangereuses sur la commune est lié à sa traversée par une ou des infrastructures routières ou ferroviaires importantes ou la présence d'une canalisation de transport d'hydrocarbures. Un accident se produisant sur de telles infrastructures est susceptible d’avoir des effets graves sur les biens, les personnes ou l'environnement, selon la nature du matériau transporté. Des dispositions d’urbanisme peuvent être préconisées en conséquence.

## Toponymie
Les formes anciennes sont Paludibus en 1110, Palueu en 1302, Paluello en 1363.
L'origine du nom de Palluaud remonte au latin paludellum, c'est-à-dire palus qui signifie « marais » avec suffixe diminutif -ellum. Le mot occitan palud dérive aussi directement du mot latin palus/udis.

### Dialecte
La commune est dans la partie occitane de la Charente qui en occupe le tiers oriental, et le dialecte est limousin.
Elle se nomme Palueu en occitan.

## Histoire
Palluaud était, dès le Xe siècle, une possession de l'abbaye de Saint-Cybard. Au début du XIIe siècle, l'abbaye construisit une église et fonda un prieuré. En 1215 le comte d'Angoulême Aymar y ajouta de nouveaux domaines et le prieuré devient important.
Le prieur était seigneur de la paroisse : il avait droit de haute, moyenne et basse justice sur tout son territoire. En 1450, les religieux de Brantôme lui ayant disputé ce droit sur certaines parties de la paroisse, il en appela au roi et obtint gain de cause. Plus tard en 1684 des lettres patentes lui confirmèrent ce droit, ainsi que de rétablir les fourches patibulaires.
Le prieuré de Palluaud perdit la conventualité vers 1400, et le prieur cessa d'y résider. Dans la première moitié du XVIe siècle, le prieuré fut mis au régime de la commende.
Au XVIe siècle, Palluaud a participé à la révolte des Pitauds contre la gabelle qui a secoué les provinces du Sud-Ouest : Saintonge, Bordelais, Angoumois.
La Lizonne comportait plusieurs moulins qui ont fait partie des premières papeteries de France dès le début du XVIe siècle. Le moulin de Négre-Mure (ou Negremus), moulin à drap (sans doute fait à partir de la laine des moutons), est converti en moulin à papier en 1516. Il dépendait du prieuré de Palluaud,.
Les maisons prieurales furent détruites par les protestants lors des guerres de religion. En 1652, il n'en reste plus que quelques vestiges, dont une vieille tour, dite tour Prisonnière.
En 1750, avec le consentement de l'abbé de Saint-Cybard, le prieuré de Palluaud fut uni au petit séminaire de Périgueux.
Avant la Révolution, Philippe de Clairambeau était comte de Palluaud.

## Administration

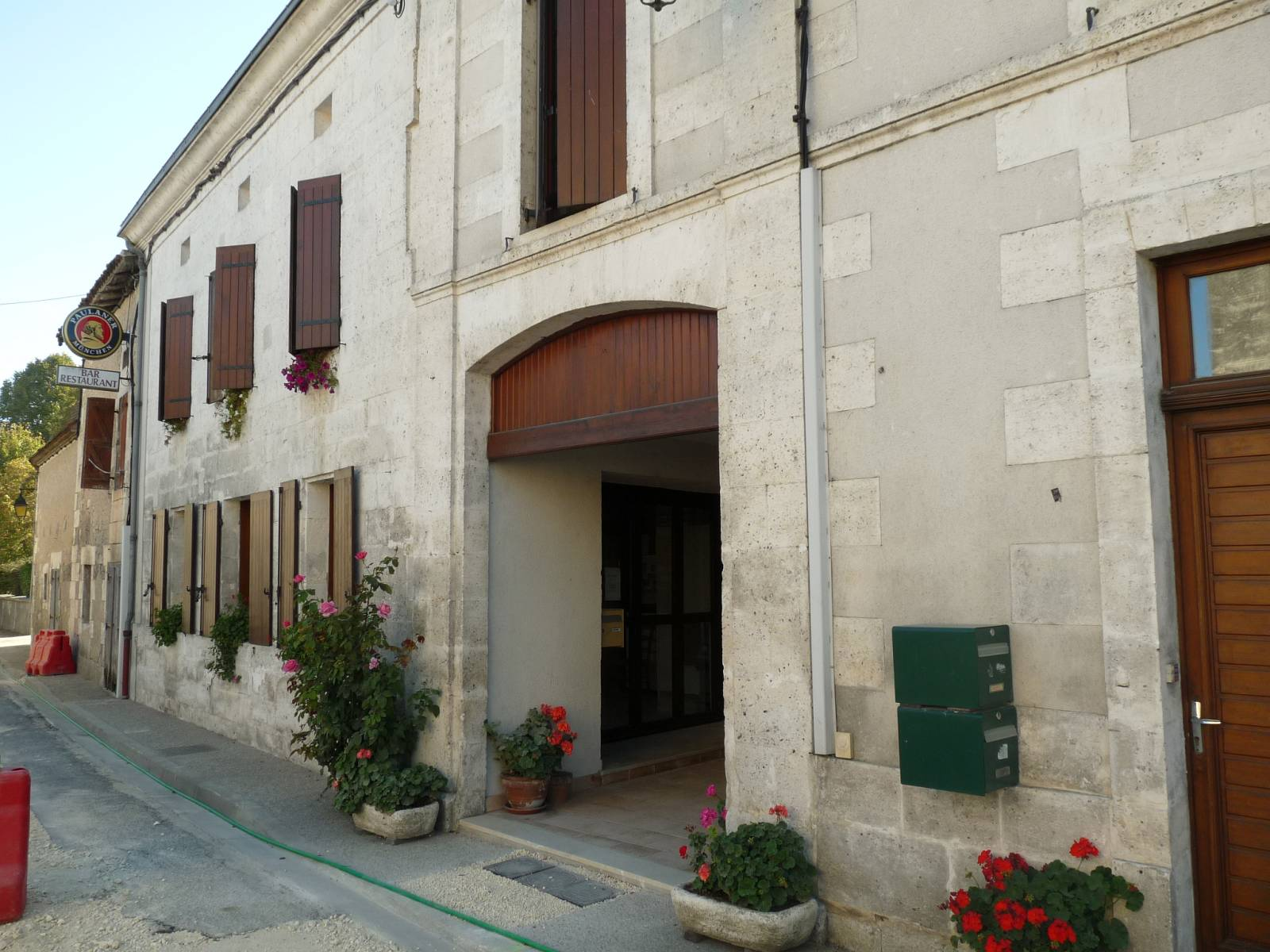
La mairie.

| Période                                  | Période  | Identité      | Étiquette | Qualité                    |
| ---------------------------------------- | -------- | ------------- | --------- | -------------------------- |
| Les données manquantes sont à compléter. |          |               |           |                            |
| 1970                                     | 2014     | Marcel Lafaye | SE        | Chef d'entreprise retraité |
| 2014                                     | En cours | Michel Andreu |           |                            |

## Démographie

### Évolution démographique
L'évolution du nombre d'habitants est connue à travers les recensements de la population effectués dans la commune depuis 1793. Pour les communes de moins de 10 000 habitants, une enquête de recensement portant sur toute la population est réalisée tous les cinq ans, les populations de référence des années intermédiaires étant quant à elles estimées par interpolation ou extrapolation. Pour la commune, le premier recensement exhaustif entrant dans le cadre du nouveau dispositif a été réalisé en 2005.

En 2022, la commune comptait 214 habitants, en évolution de −7,36 % par rapport à 2016 (Charente : −0,48 %, France hors Mayotte : +2,11 %).
| 1793 | 1800 | 1806 | 1821 | 1831 | 1841 | 1846 | 1851 | 1856 |
| ---- | ---- | ---- | ---- | ---- | ---- | ---- | ---- | ---- |
| 761  | 560  | 753  | 726  | 719  | 662  | 664  | 702  | 703  |

| 1861 | 1866 | 1872 | 1876 | 1881 | 1886 | 1891 | 1896 | 1901 |
| ---- | ---- | ---- | ---- | ---- | ---- | ---- | ---- | ---- |
| 688  | 699  | 620  | 622  | 547  | 530  | 518  | 504  | 455  |

| 1906 | 1911 | 1921 | 1926 | 1931 | 1936 | 1946 | 1954 | 1962 |
| ---- | ---- | ---- | ---- | ---- | ---- | ---- | ---- | ---- |
| 455  | 427  | 370  | 352  | 326  | 328  | 319  | 268  | 260  |

| 1968 | 1975 | 1982 | 1990 | 1999 | 2005 | 2006 | 2010 | 2015 |
| ---- | ---- | ---- | ---- | ---- | ---- | ---- | ---- | ---- |
| 264  | 260  | 273  | 283  | 290  | 289  | 289  | 247  | 234  |

| 2020 | 2022 | - | - | - | - | - | - | - |
| ---- | ---- | - | - | - | - | - | - | - |
| 217  | 214  | - | - | - | - | - | - | - |

### Pyramide des âges
La population de la commune est relativement âgée.
En 2018, le taux de personnes d'un âge inférieur à 30 ans s'élève à 18 %, soit en dessous de la moyenne départementale (30,2 %). À l'inverse, le taux de personnes d'âge supérieur à 60 ans est de 42,4 % la même année, alors qu'il est de 32,3 % au niveau départemental.
En 2018, la commune comptait 121 hommes pour 103 femmes, soit un taux de 54,02 % d'hommes, largement supérieur au taux départemental (48,41 %).
Les pyramides des âges de la commune et du département s'établissent comme suit.
| Hommes | Classe d’âge | Femmes |
| ------ | ------------ | ------ |
| 1,7    | 90 ou +      | 3,0    |
| 16,2   | 75-89 ans    | 14,0   |
| 24,8   | 60-74 ans    | 25,0   |
| 28,2   | 45-59 ans    | 30,0   |
| 10,3   | 30-44 ans    | 11,0   |
| 9,4    | 15-29 ans    | 8,0    |
| 9,4    | 0-14 ans     | 9,0    |

| Hommes | Classe d’âge | Femmes |
| ------ | ------------ | ------ |
| 1      | 90 ou +      | 2,7    |
| 9,2    | 75-89 ans    | 12     |
| 20,6   | 60-74 ans    | 21,3   |
| 20,7   | 45-59 ans    | 20,3   |
| 16,8   | 30-44 ans    | 16     |
| 15,6   | 15-29 ans    | 13,4   |
| 16,1   | 0-14 ans     | 14,3   |

## Économie

### Agriculture
La commune fait partie de l'aire d'origine contrôlée du Cognac « Bons Bois » et de l'AOC/AOP Noix du Périgord.

## Équipements, services et vie locale

### Enseignement
L'école est un RPI entre Montignac-le-Coq, Palluaud et Salles-Lavalette. Salles-Lavalette accueille l'école maternelle, et Montignac et Palluaud les écoles élémentaires, avec une classe unique chacune. Le secteur du collège est Montmoreau.

## Lieux et monuments
- L'église paroissiale Saint-Cybard. Elle abrite une cloche en bronze datant de 1650, nommée Catherine Loys et pesant 150 kg, dont l'inscription est « HIS MARIA IEVIS A L'EGLISE DE PALLUAUD PESANT 300 LIVRES QUI A ETE BENITE ET NOMMEE CATHERINE LOYS, ETANT PRIEUR SEIGNEUR DU DIT LIEU, ILLUSTISSIME ABBE MESSIRE LOYS DE LA RIVIERE, CONFESSEUR DU ROY EN TOUS SES CONSEIL, CHANCELIER ET COMMANDEUR DE SES ORDRES ET MINISTRE D'ETART. PARRAIN MONSIEUR DELARIVIERE SON FRERE PRIEUR COMMENDATAIRE DES PIERRE DE LA REOLE ET MARRAINE DAME ESTER DE LIVESNE EPOUSE DE MONSIEUR DE MOYAT GENTILHOMME ORDINAIRE DE LA CHAMBRE DU ROY ETANT VICAIRE PERPETUEL MAITRE JEAN PRALLAT, 1650 ». Elle est classée monument historique au titre objet depuis 1944[44].

## Personnalités liées à la commune
- Anselme François Tesnières (1787-1854) : magistrat et député de la Charente, né à Palluaud.